# Liste der Bischöfe von Feldkirch

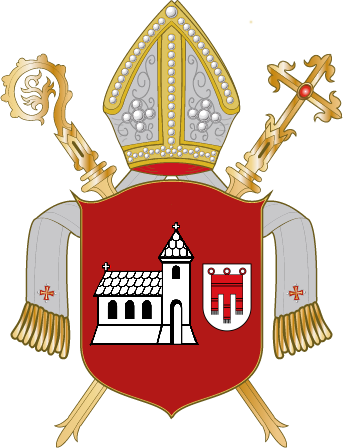
Wappen der Diözese Feldkirch

Die folgenden Personen waren als Weihbischöfe in Brixen zwischen 1820 und 1921 Generalvikare für Vorarlberg, zwischen 1921 und 1968 Apostolische Administratoren bzw. Bischöfe von Innsbruck-Feldkirch sowie zwischen 1936 und 1938 Weihbischöfe und Generalvikare für Vorarlberg. Ab 1968 Bischöfe der Diözese Feldkirch:
| Name                                                            | von                                        | bis                                        |
| Weihbischöfe und Generalvikare (Feldkirch)                      | Weihbischöfe und Generalvikare (Feldkirch) | Weihbischöfe und Generalvikare (Feldkirch) |
| --------------------------------------------------------------- | ------------------------------------------ | ------------------------------------------ |
| Bernhard Galura                                                 | 1820                                       | 1829                                       |
| provisorisch Generalvikariatsrat Johann Joseph Stey (1766–1842) | 1829                                       | 1832                                       |
| Johann Nepomuk von Tschiderer                                   | 1832                                       | 1834                                       |
| Georg Prünster                                                  | 1836                                       | 1861                                       |
| Joseph Feßler                                                   | 1862                                       | 1865                                       |
| Johann Nepomuk Amberg                                           | 1865                                       | 1882                                       |
| Simon Aichner                                                   | 1882                                       | 1884                                       |
| Johann Zobl                                                     | 1885                                       | 1907                                       |
| Franz Egger                                                     | 1908                                       | 1912                                       |
| Sigismund Waitz                                                 | 1913                                       | 1921                                       |
| Apostolische Administratoren (Innsbruck-Feldkirch)              |                                            |                                            |
| Sigismund Waitz                                                 | 1921                                       | 1938                                       |
| Paulus Rusch                                                    | 1938                                       | 1964                                       |
| Bischof (Innsbruck-Feldkirch)                                   |                                            |                                            |
| Paulus Rusch                                                    | 1964                                       | 1968                                       |
| Weihbischöfe und Generalvikare (Feldkirch)                      |                                            |                                            |
| Franz Tschann                                                   | 1936                                       | 1955                                       |
| Bruno Wechner                                                   | 1955                                       | 1968                                       |
| Bischöfe (Feldkirch)                                            |                                            |                                            |
| Bruno Wechner                                                   | 1968                                       | 1989                                       |
| Klaus Küng                                                      | 1989                                       | 2004                                       |
| Elmar Fischer                                                   | 2005                                       | 2011                                       |
| Benno Elbs                                                      | 2013                                       | -                                          |